# 倍高洋行
倍高洋行（Becker＆Baedeker）是早期上海不多的非英资建筑设计事务所之一。由毕业于慕尼黑大学的德国建筑师倍高（H Becker）和C Baedeker合伙组建。倍高于1899年来到上海。倍高洋行除了在上海，还在远东的青岛、天津、汉口、北京、神户、汉城等地留下了自己的作品。德国在第一次世界大战中战败以后，德国势力退出远东，倍高洋行也结束了在华业务。

## 主要作品
- 华俄道胜银行大楼 (外滩)（外滩15号），1904年，今外汇交易中心
- 上海德国邮局（福州路70号），1905年
- 上海德国总会（外滩23号），1907年，第一次世界大战后归属中国银行，1930年代拆除改建

除德国总会已经不存在，其他建筑已被列为上海近代优秀保护建筑。 